# Marc Maes
Marc Maes (24 agosto 1965) è un ex giocatore di calcio a 5 belga.

## Carriera
Come massimo riconoscimento in carriera ha la partecipazione con la Nazionale di calcio a 5 del Belgio al FIFA Futsal World Championship 1992 ad Hong Kong dove i diavoli rossi hanno raggiunto il secondo turno, eliminata nel girone comprendente Spagna, Iran e Polonia. In totale, ha disputato 33 incontri con la Nazionale di calcio a 5 del Belgio, realizzando 3 reti.